# 마이클 안트

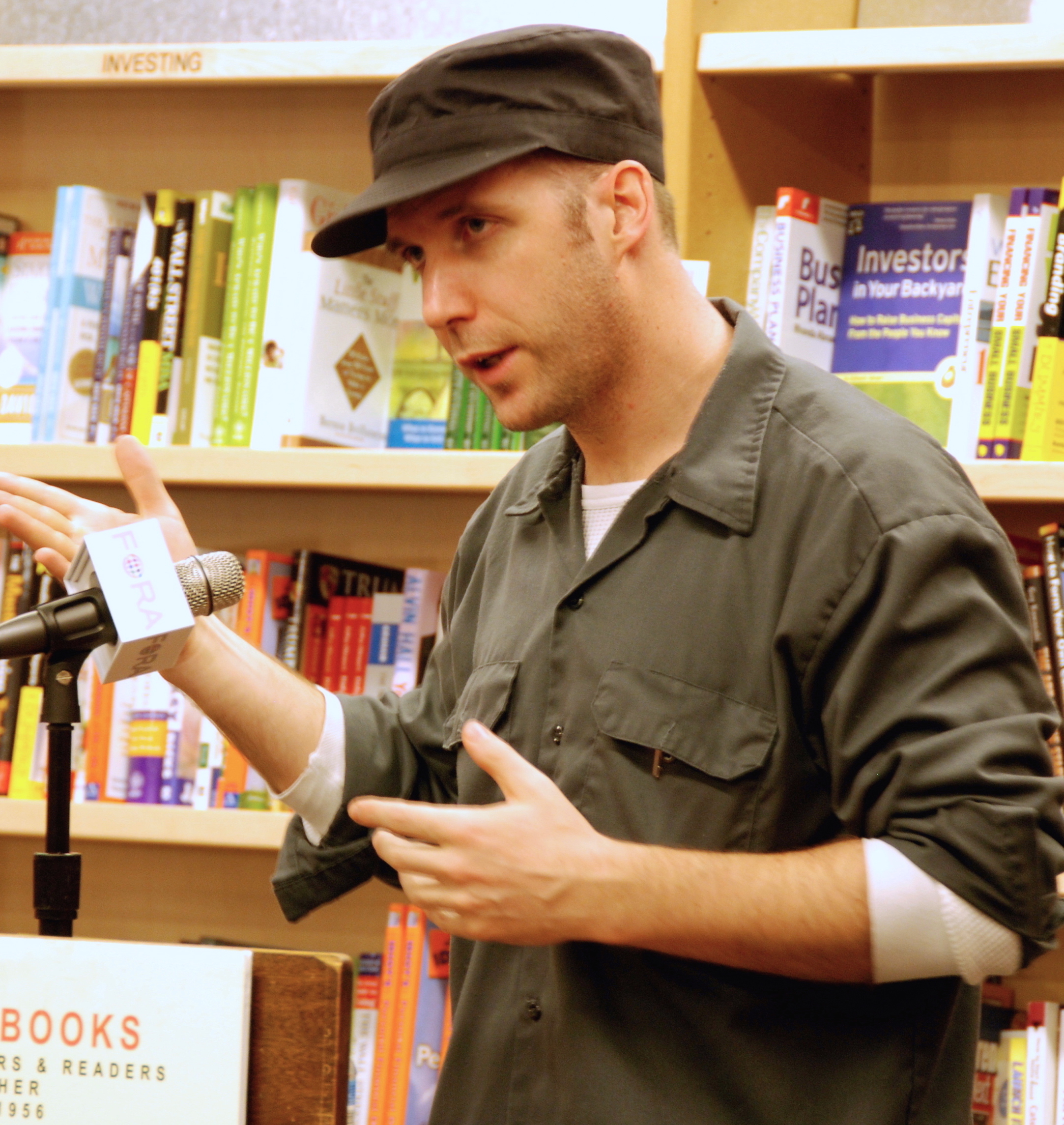
2007년 모습

마이클 안트(Michael Arndt)는 영화 미스 리틀 선샤인(2006), 토이 스토리 3(2010), 스타워즈: 깨어난 포스(2015)의 미국 시나리오 작가이다.
안트는 미스 리틀 선샤인으로 아카데미 각본상을 수상했으며 토이 스토리 3로 아카데미 각색상 후보에 올랐다. 이로 인해 안트는 자신의 작품으로 처음 두 개의 시나리오에 대해 아카데미상 각본상과 각색상 후보에 모두 지명된 최초의 시나리오 작가가 되었다.
또한 대본 개정에 주로 사용되는 "Michael deBruyn" 및 "Rick Kerb"라는 가명으로도 알려져 있다.

## 작품

### 각본
- 미스 리틀 선샤인
- 토이 스토리 3
- 오블리비언 (2013년 영화)
- 헝거 게임: 캣칭 파이어
- 나를 부르는 숲
- 스타워즈: 깨어난 포스
- 헝거게임: 노래하는 새와 뱀의 발라드

### 보조
- 애딕티드 러브
- 형사 가제트 (영화)

### 시니어 크리에이티브 팀
- 월-E
- 업 (2009년 영화)
- 토이 스토리 3
- 카 2